# Fiodor Rybakow

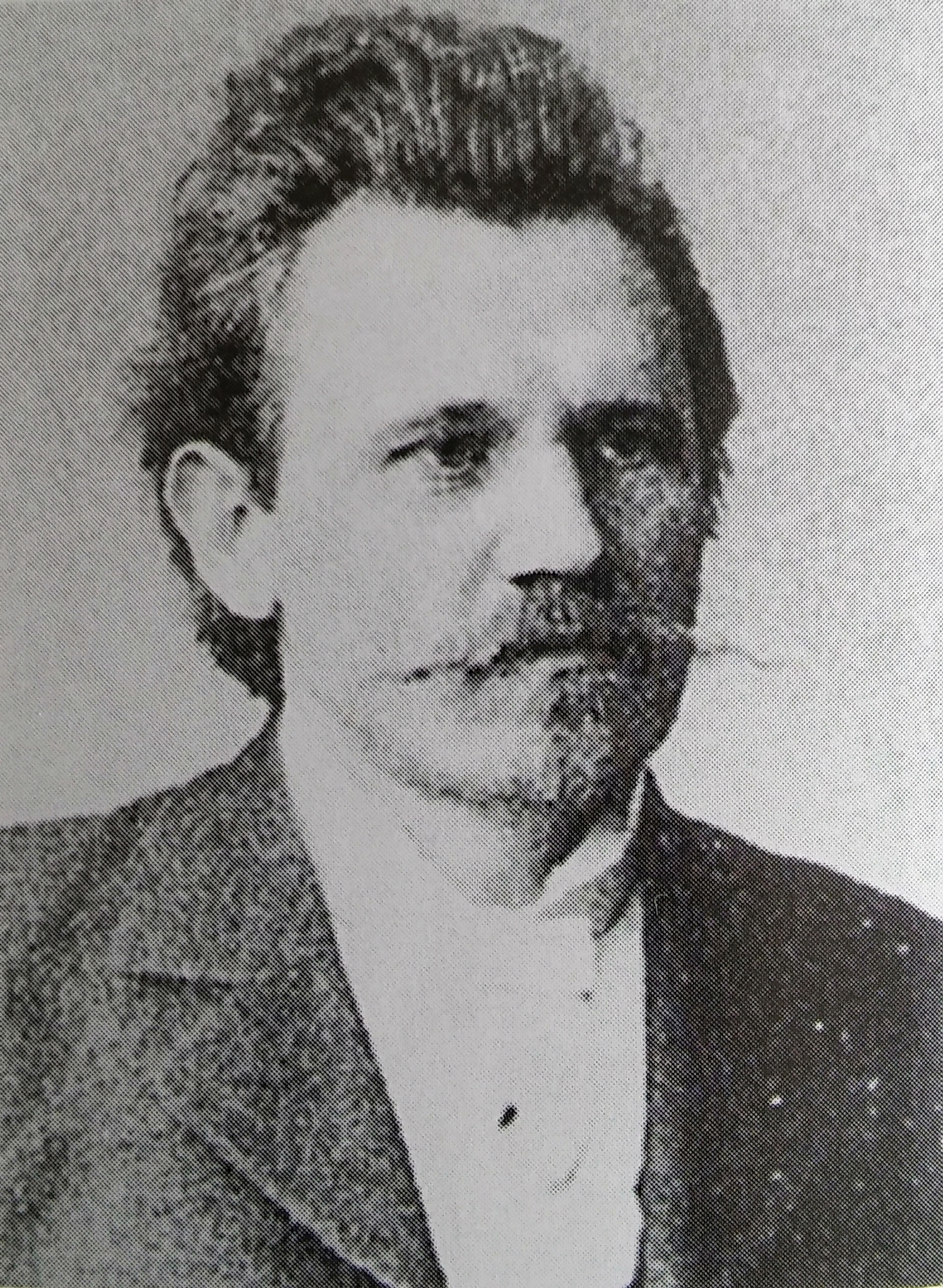
Fiodor Rybakow

Fiodor Jegorowicz Rybakow (ros. Фёдор Егорович Рыбаков, ur. 1868, zm. 1920 w Moskwie) – rosyjski lekarz psychiatra, profesor Uniwersytetu Moskiewskiego.
Uczeń Siergieja Korsakowa. W 1899 roku obronił pracę doktorską poświęconą neurologicznym objawom zatrucia ołowiem. Był autorem podręcznika psychiatrii. Po proteście moskiewskich profesorów w 1911 roku przeciw polityce ministra edukacji Lwa Kasso, objął katedrę psychiatrii po Władimirze Serbskim. Twórca Muzeum Psychoneurologicznego (późniejszy Moskiewski Instytut Psychoneurologiczny).
Zainteresowania naukowe Rybakowa obejmowały alkoholizm, choroby afektywne, hipnozę, psychologię i psychiatrię społeczną.
Pochowany jest na Cmentarzu Nowodziewiczym.

## Wybrane prace
- Маньяновский симптом хронического кокаинизма, 1896
- К вопросу об изменениях в центральной нервной системе при свинцовых параличах. Санкт-Петербург: К.Л. Риккер, 1899
- Гипнотизм и психическая зараза. Москва, 1905.
- Alkoholismus und Erblichkeit[2].  1906
- Атлас для экспериментально-психологического исследования личности с подробным описанием и объяснением таблиц. Москва: тип. т-ва И.Д. Сытина, 1910
- Travaux de la clinique psychiatrique de l'université impériale de Moscou, 1914